# Túnel Kennedy
El Túnel Kennedy (en neerlandés: Kennedytunnel) es un importante túnel de carretera, tren y bicicleta en el sur de Amberes, Bélgica bajo el río Escalda. El túnel forma parte de la autopista R1, la autopista interior aún no concluida que rodea la ciudad. Abierto al tráfico rodado el 31 de mayo de 1969, y para el tráfico ferroviario el 1 de febrero de 1970, el túnel fue bautizado en honor de John F. Kennedy, el trigésimo quinto Presidente de los Estados Unidos. Los planes para este túnel datan de los años cincuenta. Entre 1945 y 1960 el volumen de tráfico que pasó a través del Waaslandtunnel se había quintuplicado, por lo que a finales de los años cincuenta este túnel tuvo que acomodar a más de 38.000 vehículos al día.